# Tweed (flod)

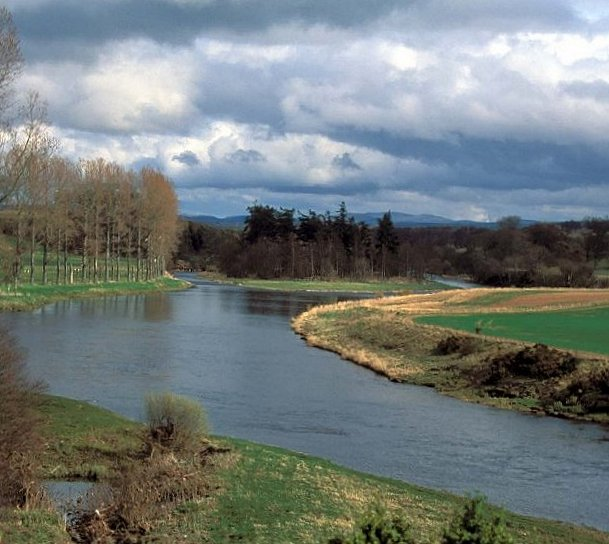
Floden Tweed vid St Boswells

Tweed (Uisge Thuaidh på gaeliska) är en 156 km lång flod som flyter främst genom Scottish Borders-regionerna i södra Skottland och en liten del av England.
Större städer som floden flyter igenom är Peebles, Galashiels, Melrose, Kelso, Coldstream och Berwick-upon-Tweed, där den flyter ut i Nordsjön. 
Tweed är enda floden i England där man inte behöver Environment Agencys fiskekort (rod licence) för att fiska.